# مامپیتوبا
مامپیتوبا (به پرتغالی: Mampituba) یک منطقهٔ مسکونی در برزیل است که در ریو گرانده جنوبی واقع شده‌است. مامپیتوبا ۲٬۹۷۳ نفر جمعیت دارد.